# Венеційський купець (фільм, 1911)
«Венеційський купець» (італ. Il mercante di Venezia) — італійський короткометражний німий драматичний фільм, знятий Джероламо Ло Савіо за однойменним твором Вільяма Шекспіра. Прем'єра стрічки в Італії відбулась у лютому 1911 року. Фільм розповідає про єврея-лихвара Шейлока, який хоче фунт м'яса з тіла купця-боржника Антоніо.

## У ролях
| Актор                  | Роль                       |
| ---------------------- | -------------------------- |
| Ермете Новеллі         | єврей-лихвар Шейлок        |
| Франческа Бертіні      | донька Шейлока Джессіка    |
| Ольга Джанніні Новеллі | заможна спадкоємиця Порція |

## Сюжет
Разом із другом, який відчайдушно потребує грошей, купець бере позику у безжального лихваря. Впевнений, що його кораблі незабаром принесуть йому велике багатство, купець охоче погоджується на умови позики, які ставлять його під великий особистий ризик.

## Випуск
У жовтні 2016 року фільм був показаний на Київському міжнародному кінофестивалі «Молодість» у рамках програми «Шекспір у кіно» з нагоди 400-ліття від дня смерті Вільяма Шекспіра.